# Nochascypha jacksonii
Nochascypha jacksonii är en svampart som först beskrevs av W.B. Cooke, och fick sitt nu gällande namn av Bodenst. 2003. Nochascypha jacksonii ingår i släktet Nochascypha och familjen Marasmiaceae.   Inga underarter finns listade i Catalogue of Life.